# كيفن أوبراين (مهندس معماري)
كيفن أوبراين (بالإنجليزية: Kevin O'Brien)‏ هو مهندس معماري أسترالي، ولد في 1972.